# NGC 2157
NGC 2157 је расејано звездано јато у сазвежђу Златна риба које се налази на NGC листи објеката дубоког неба.
Деклинација објекта је - 69° 11' 50" а ректасцензија 5h 57m 34,9s. Привидна величина (магнитуда) објекта NGC 2157 износи 10,2. NGC 2157 је још познат и под ознакама ESO 57-SC58.